# Giorgi Nadiradze
Giorgi Nadiradze (né le 25 septembre 1987) est un coureur cycliste géorgien. Il a représenté la Géorgie aux Jeux olympiques d'été de 2012. Il y a disputé la course en ligne, qu'il n'a pas terminée.

## Palmarès
- 2007
  - 3e du Tour de Mevlana
- 2010
  -  Champion de Géorgie sur route
- 2011
  -  Champion de Géorgie sur route
  -  Champion de Géorgie du contre-la-montre
- 2012
  -  Champion de Géorgie sur route
  -  Champion de Géorgie du contre-la-montre
- 2013
  - 2e du championnats de Géorgie sur route
  - 3e du championnats de Géorgie du contre-la-montre

## Classements mondiaux
| Année           | 2007 | 2008 | 2009 | 2010  | 2011 | 2012 | 2013 |
| --------------- | ---- | ---- | ---- | ----- | ---- | ---- | ---- |
| UCI Asia Tour   |      | 285e |      |       |      |      |      |
| UCI Europe Tour | 632e |      |      | 1186e | 324e | 307e | 430e |